# Аббатство Альпирсбах
Аббатство Альпирсбах (нем. Kloster Alpirsbach) — бывший бенедиктинский монастырь в немецком городе Альпирсбах в федеральной земле Баден-Вюртемберг.
Аббатство было основано Альвиком фон Зульцем, Адальбертом фон Цоллерном и Руодманом фон Хаузеном, и освящено 16 января 1095 года констанцским епископом Гебхардом. Первым настоятелем новой обители стал Куно, как и большинство первых насельников, пришедший из монастыря святого Власия.
Обитель была упразднена в период церковной Реформации в 1535 году.
Здания бывшего монастыря находятся под управлением Государственных замков и парков Баден-Вюртемберга и открыты для посещения. Интересны, в первую очередь, выстроенная в 1125—1133 годах монастырская церковь св. Николая в романском стиле, и клуатр в готическом стиле 1480—1495 годов.

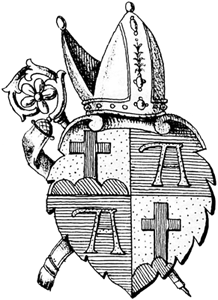
Герб аббатства
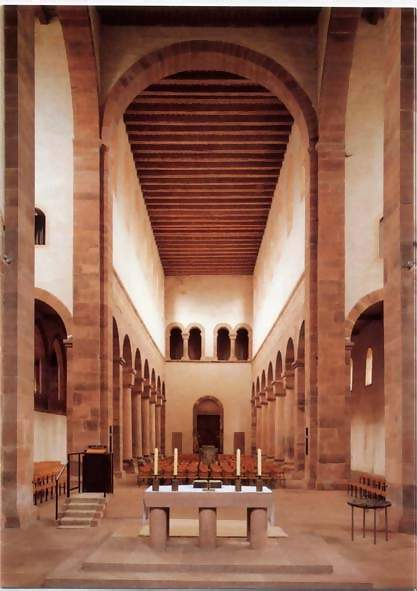
Общий вид внутреннего убранства бывшей монастырской церкви
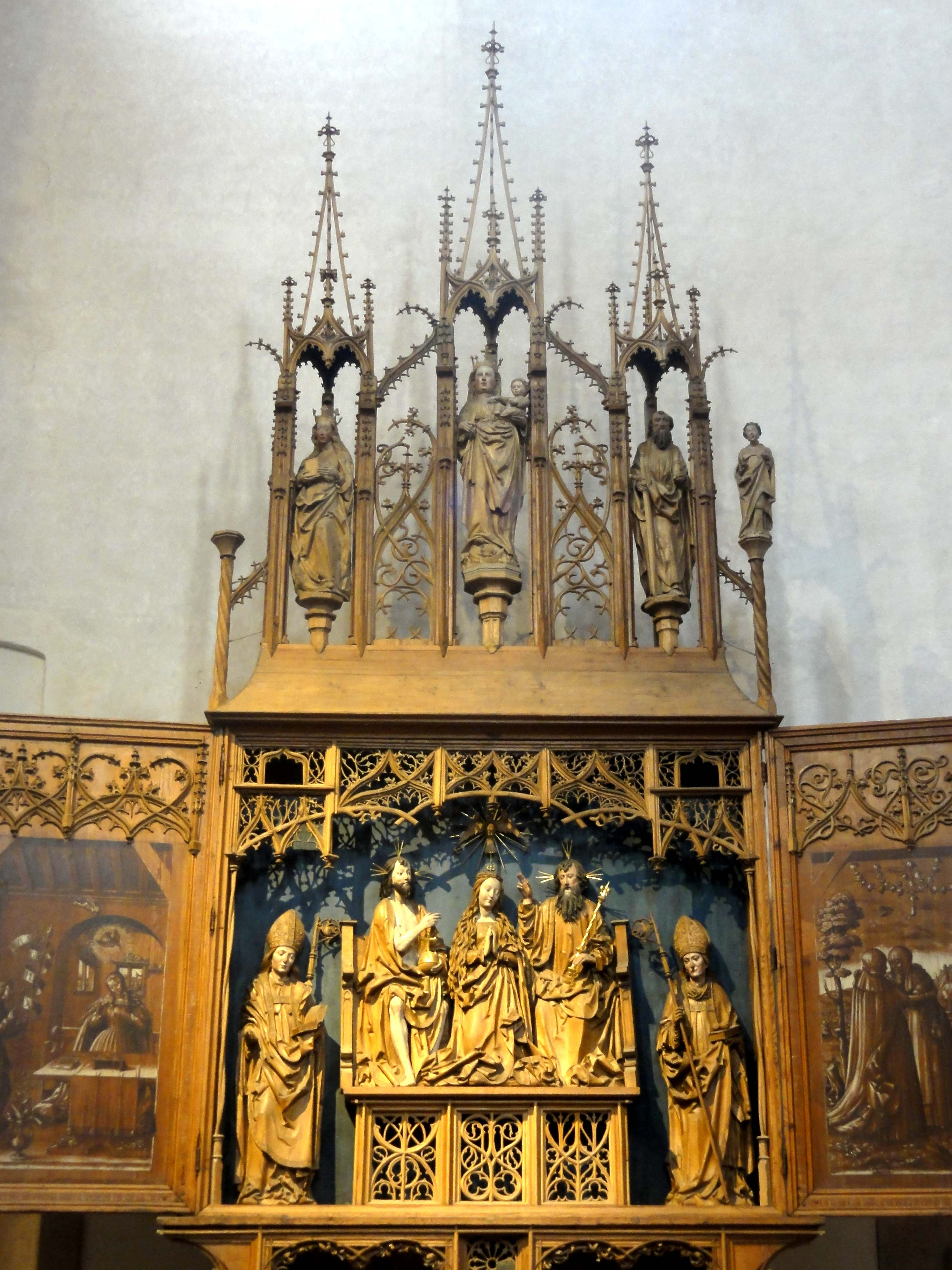
Бывший главный алтарь церкви
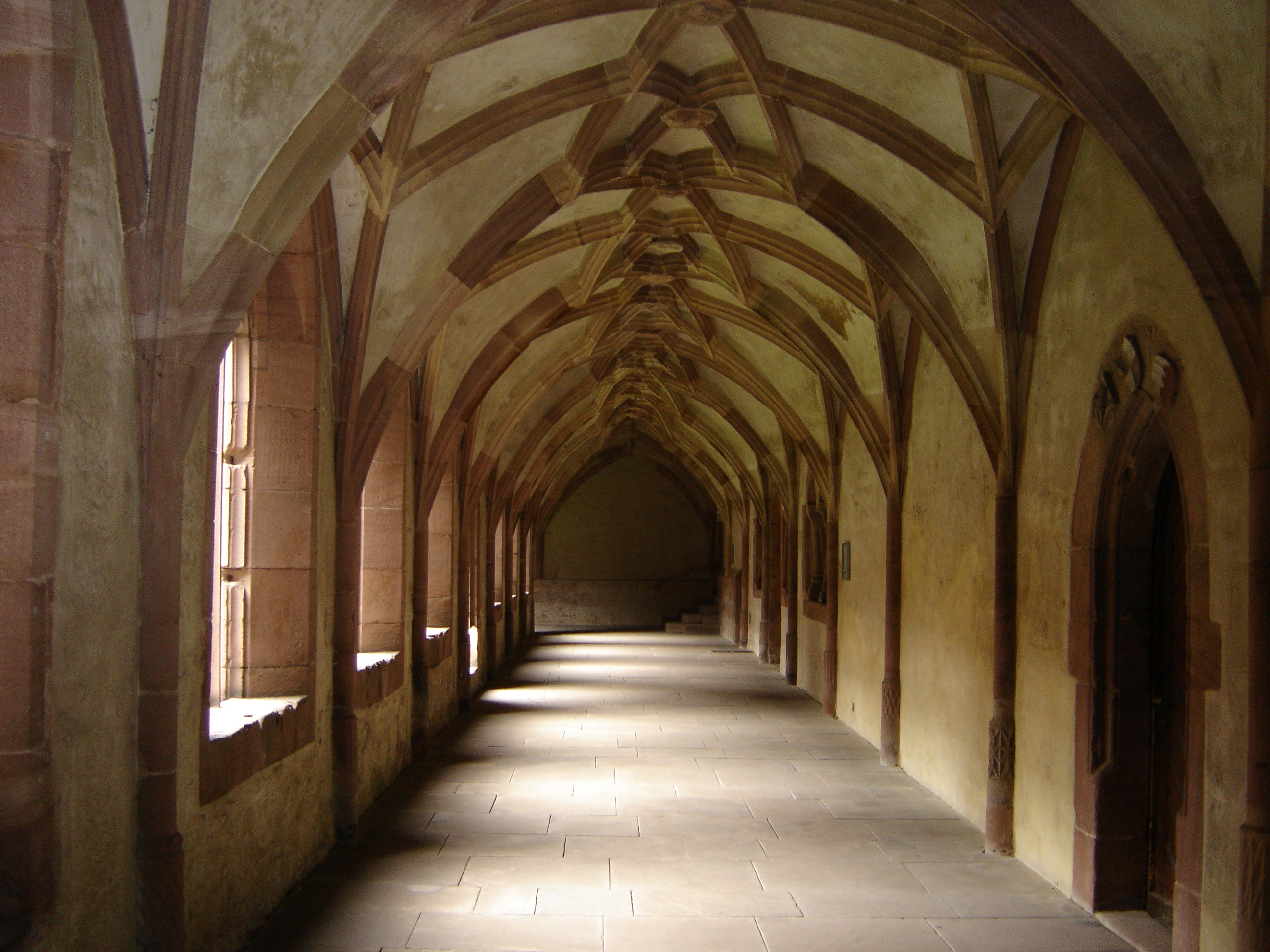
Готический клуатр

## История
В начале 1095 года граф Цоллерна Адальберт, граф Зульца Альвик и Руотманн фон Неккархаузен пожертвовали около 50 квадратных километров земли Бенедиктинцам. Аббатство было основано в этих владениях монахами из Аббатства Святого Власия, а церковь была освящена епископом Гебхардом в 1099 году. В 1123 году император Генрих V утвердил право аббатства на выбор своего аббата.
В 1556 году герцог Кристоф распустил Альпирсбах и другие 12 монастырей в Вюртемберге. Их земли были отданы протестантским семинариям и школам-интернатам. Альпирсбахская семинария просуществовала с 1556 по 1595 год, в ней обучалось около 200 студентов.
В XIX веке большая часть территорий аббатства была продана, а постройки на этих землях снесены. Строительство железной дороги между 1882 и 1886 годами и строительность автомобильной дороги к югу от аббатства привели к утрате его средневековых укреплений.
В 1952 году аббатство стало использоваться как место проведения концертов классической музыки.
В 1958 году в стенах аббатства была обнаружена коллекция одежды и бумаг XV и XVI веков. Среди предметов были пара мужских штанов, 17 кожаных туфель и рубашки, соответствующие одежде студентов семинарии. Эти предметы хранятся в монастырском музее.